# لوا (لغة برمجة)
لُوا (Lua) هي لغة برمجة متعددة النمط، صممت لتعمل كلغة برمجة نصية، مع كون الدلالية الممتدة هدفاً رئيسياً. تعني لُوا «القمر» باللغة البرتغالية. تشتهر لوا بأن لها واجهة برمجة سي سهلة وقوية معا. أنشأ هذه اللغة فريق من المبرمجين البرازيليين سنة 1993.

## بناء الجملة
جملة أهلا بالعالم! يمكن أن تكون مكتوبة على النحو التالي:
```
print
(
"Hello World!"
)

```

يتم تنفيذ الدالة المضروب كما في هذا المثال:
```
function
 
factorial
(
n
)

  
local
 
x
 
=
 
1

  
for
 
i
 
=
 
2
,
 
n
 
do

    
x
 
=
 
x
 
*
 
i

  
end

  
return
 
x

end

```

## التطبيقات
من البرامج التي تستخدم لغة لوا:
- ميدياويكي وهو برنامج إدارة مواقع الويكي مثل ويكيبيديا وغيرها من مواقع مؤسسة ويكيميديا، حيث تستعمل بعض القوالب لغة لوا، ويتم دعم لغة لوا عبر الإضافة Scribunto.[12]
- روبلوكس - لتطوير الألعاب
- أدوبي فوتوشوب لايت رووم يستخدم لوا من أجل واجهة المستخدم
- خادوم إتش تي تي بي أباتشي يمكنه استخدام لوا في أي عملية طلب (منذ الإصدار 2.3)
- awesome - مدير نوافذ
- سيليستيا يستخدم لوا كلغة نصية
- تستخدم سيسكو لوا لتنفيذ Dynamic Access Policies في Adaptive Security Appliance
- دام سمول لينكس يستخدم لوا لكي يوفر واجهة مستخدم رسومية بدون استهلاك الكثير من المساحة على القرص
- Dolphin Computer Access تستخدم لوا في برنامجها قارئ الشاشة المسمى SuperNova الذي يعمل على إتاحة البرامج للمعاقين بصرياً
- Fusion يستخدم لوا المضمنة كلغة نصية
- إف سي إي يو إكس (من نينتندو إنترتينمنت سيستم) يسمح بالإضافات والتعديلات على الألعاب باستخدام لوا
- FreePOPs - بروكسي البريد الإلكتروني، يستخدم لوا لتشغيل واجهة المستخدم على الإنترنت
- محرر الرسوم Ipe (المتخصص في إنتاج الرسوم مع نصوص لاتخ)
- خادوم الوب لايت باد
- لواتخ يسمح بكتابة إضافات باستخدام لوا
- نظام تشغيل مسيّر MikroTik يدعم لوا
- MySQL Workbench يستخدم لوا للإضافات
- أداة المسح التأميني الشبكي nmap تستخدم لوا كأساس للغتها النصية nse[13]
- يسمح مشروع Dogwaffle باستخدام لوا لعمل فلاتر باستخدام فلتر DogLua، فيمكن مشاركتها مع GIMP وPixarra Twistedbrush و Artweaver
- Prosody - هو خادوم XMPP متعدد المنصات مكتوب بلوا
- Renoise يسمح باستخدام لوا لكتابة إضافات
- Rockbox يسمح باستخدام لوا لكتابة إضافات
- يمكن كتابة إضافات للمحرر SciTE باستخدام لوا
- سنورت
- Squeezebox نسخة محفوظة 22 مايو 2010 على موقع واي باك مشين. يسمح باستخدام إضافات مكتوبة بلوا
- فيم يدعم لوا بدءاً من الإصدار 7.3
- ڤي‌إل‌سي مديا بلاير
- Wireshark
- MTA:SA - يستخدم لوا من أجل إنشاء الـ scripts أو ما يسمى بـ اضافات للسيرفر لتسهيل وتحسين العب بسيرفرات mta
- حزمة تطوير البرمجيات كورونا[الإنجليزية] - يستخدم لوا في إنشاء تطبيقات تعمل على آي أو إس وأندرويد ووندوز فون.

## وصلات خارجية
- لوا على موقع Open Hub (الإنجليزية)
- لوا على موقع Free Software Directory (الإنجليزية)
- الموقع الرسمي